# Jonas Carpignano
Jonas Carpignano (Nova Iorque, 16 de janeiro de 1984) é um cineasta ítalo-americano.